# Melrose (Iowa)
Melrose é uma cidade localizada no estado americano de Iowa, no Condado de Monroe.

## Demografia
Segundo o censo americano de 2000, a sua população era de 130 habitantes.
Em 2006, foi estimada uma população de 122, um decréscimo de 8 (-6.2%).

## Geografia
De acordo com o United States Census Bureau tem uma área de
2,2 km², dos quais 2,2 km² cobertos por terra e 0,0 km² cobertos por água. Melrose localiza-se a aproximadamente 273 m acima do nível do mar.

## Localidades na vizinhança
O diagrama seguinte representa as localidades num raio de 24 km ao redor de Melrose.